# Pomnik Astronautów Amerykańskich w Krakowie
Pomnik Astronautów Amerykańskich w Krakowie został odsłonięty jako pierwszy na świecie na stadionie KS „Bronowianka” w Krakowie dnia 20 lipca 1969 r., kilka godzin przed epokowym wydarzeniem w dziejach ludzkości – lądowaniem pierwszego człowieka na Księżycu w osobach amerykańskich astronautów – Neila Armstronga, Buzza Aldrina i Michaela Collinsa – w ramach programu Apollo-11.

## Historia
W lutym 1969 r. podczas jednego z posiedzeń Zarządu krakowskiego Klubu Sportowego „Bronowianka” padł pomysł budowy na terenie klubowego stadionu „Pomnika Sportowca” z okazji zbliżającego się w dniu 22 lipca Święta 25-lecia PRL. Władze Bronowic wyraziły zgodę. Nazwa tego pomnika za sprawą Kazimierza Łaskawskiego (będącego wówczas w Zarządzie Klubu) oraz jego przyjaciółki, Danuty Nabel-Bochenek – w związku z głośnymi w tym okresie przygotowaniami i terminem lądowania pierwszego człowieka na Księżycu – została zmieniona i poświęcona temu wydarzeniu. Projektantką pomnika była Danuta Nabel-Bochenek, a nieodpłatnymi wykonawcami Danuta Nabel-Bochenek i Kazimierz Łaskawski – mający oboje w swoim dorobku artystycznym wiele prac, głównie z zakresu malarstwa. Miejscem budowy pomnika stała się świetlica KS „Bronowianka” a materiały do jego budowy (głównie cement i pręty zbrojeniowe) dostarczyło Krakowskie Przedsiębiorstwo Budownictwa Przemysłowego opiekujące się Klubem.
Pomnik został postawiony na stadionie „Bronowianki”. Jego odsłonięcie miało miejsce w niedzielę dnia 20 lipca 1969 r. w godzinach przedpołudniowych w obecności kilkudziesięciu osób – w tym władz klubu i dzielnicy. Zdjęcia robił fotoreporter z Centralnej Agencji Fotograficznej, a notka o odsłonięciu pomnika ukazała się następnego dnia w numerze 171 „Gazety Krakowskiej” z dnia 21 lipca 1969 r. oraz w serwisie Polskiej Agencji Prasowej. Dzięki temu wzmianki o jego odsłonięciu ukazały się w prasie światowej, między innymi w The New York Times z 22 lipca 1969 i w Der Spiegel.
W odpowiedzi na nie, do ówczesnego I Sekretarza Komitetu Centralnego PZPR Władysława Gomułki nadszedł telegram gratulacyjny od Prezydenta USA Richarda Nixona, z podziękowaniem „za uczczenie amerykańskich astronautów”. Ale nadeszła też w tej sprawie utrzymana w bardzo cierpkim tonie depesza od I Sekretarza Komunistycznej Partii Związku Radzieckiego Leonida Breżniewa. Po niej rozpoczęły się naciski z KC PZPR, aby usunąć pomnik. Osoby odpowiedzialne za ukazanie się notki w „Gazecie Krakowskiej” straciły pracę lub zostały przesunięte na niższe stanowiska. Rozpoczęły się represje ze strony agentów Służby Bezpieczeństwa wobec wykonawców pomnika: liczne przesłuchania, przeszukiwania i prowokacje. Brak wypłaty honorariów za pracę przy pomniku był dla nich bardzo podejrzana – wykonawcom zarzucano pracę na rzecz obcego wywiadu.
Pod koniec października 1969 r., pod osłoną nocy, po kryjomu, przy asyście milicji – Zakład Gospodarki Komunalnej Zwierzyńca, po otrzymaniu zlecenia telefonicznego z Komitetu Dzielnicowego PZPR – wyekspediował kilkunastu robotników z dwoma samochodami ciężarowymi, którzy pod pretekstem „zabierania pomnika do remontu” – nie bez problemów technicznych wyłamali go i wraz z podestem załadowali na dwa samochody ciężarowe, po czym wywieźli w nieznanym kierunku. Według nieoficjalnych danych gruz pozostały z pomnika został wrzucony do wykopu pod ciągi kanalizacyjne na budowanym wówczas Osiedlu XXX-lecia PRL (obecnie Osiedle Krowodrza Górka).

## Opis
Całość wykonana była ze zbrojonego betonu pomalowanego na biało, o wysokości ok. 8 m. Można było podzielić ją na 3 elementy: podstawę, cokół i pomnik właściwy. Podstawa była w kształcie sześcianu o wysokości ok. 0,4 m i bokach poziomych ok. 2,5 m Na podstawie cokół (o wysokości ok. 2 m) – fragment kulisty, imitujący glob ziemski. Na cokole stała wysmukła, opływowa sylwetka rakiety upodobnionej do człowieka z rękami wzniesionymi do góry i ze złożonymi dłońmi. Jego twarz uniesiona w górę – zapatrzona w kosmos. Wysokość postaci – 6 m.